# Franciszek Dionizy Kniaźnin
Franciszek Dionizy Kniaźnin (n. 4 octombrie 1750 - d. 25 august 1807) a fost un poet polon.
Este considerat unul dintre cei mai de seamă reprezentanți ai iluminismului din această țară.
În 1764 intră în Ordinul iezuit. După suprimarea Ordinului Iezuit de la sfârșitul secolul al XVIII-lea, Kniaznin a devenit secretat al prințului polonez Adam Kasimierz Czartoyski (1734 - 1823). 
A scris o poezie preromantică a naturii, erotică și arcadic-idilică în maniera lui Anacreon, Teocrit și Virgiliu și comedii de inspirație pastorală, brodate în jurul motivului convențional al vârstei de aur.

## Scrieri
- 1779: Erotice ("Erotyków")
- 1781: Carmina
- 1787/1789: Poezii ("Poezji")
- Trei zile de nuntă ("Trzy gody")
- Țiganii ("Cyganie").